# Edwin Plowden, Baron Plowden
Edwin Noel Auguste Plowden, Baron Plowden (* 6. Januar 1907; † 15. Februar 2001) war ein britischer Industrieller und Beamter in der HM Treasury.

## Leben
Bis 1929 besuchte er das Pembroke College in Cambridge. Am 17. Februar 1959 wurde ihm der Titel Baron Plowden, of Plowden in the County of Salop verliehen. In der Sitzungsperiode 1979/80 war er Mitglied des Ausschusses für die Europäischen Gemeinschaften. Er starb an Hypertonie. Seine Frau Bridget Plowden (Lady Plowden) war Vorsitzende einer Gruppe, die 1967 den Plowdenreport über das Primarschulwesen verfasste.